# Матушкин, Максим Игоревич
Максим Игоревич Матушкин (швед. Maksim Matushkin; род. 31 января 1990, Челябинск) — шведский и российский хоккеист, защитник.

## Биография
Сын советского и белорусского хоккеиста Игоря Матушкина. Родился в Челябинске, в возрасте трёх лет вместе с родителями переехал в Швецию, где стал играть отец. Воспитанник клуба «Бьёрклёвен», в составе которого в сезоне 2007/08 дебютировал во втором по силе дивизионе, проведя одну игру. Выступал в низших шведских дивизионах за команды «Питео» (2008/09), «Люкселе» (2009/10, за обе — в аренде из «Бьёрклёвена»), «Нюбру Викингс» (2010/11) «Оскарсхамн» (2011/12 — 2012/13), «Улуфстрём» (2011/12, аренда), «Вита Хестен» (2013/14). По итогам сезона 2014/15 вместе с клубом «Карлскруна» вышел в высший дивизион, где в следующем сезоне провёл 18 матчей, также играл в аренде за «Вестерос». Сезон 2016/17 начал в клубе чемпионата Словакии «Банска-Бистрица», в конце перешёл в финский «Эссят».
На драфте юниоров КХЛ 2009 был выбран под № 71 новокузнецким «Металлургом». В июле 2011 года права на него были обменяны в «Динамо» Минск. 1 мая 2018 года подписал однолетний контракт с «Металлургом» Магнитогорск. В апреле 2019 года продлил соглашение на два года, но 5 мая 2020 было объявлено о прекращении сотрудничества по обоюдному соглашению сторон. 11 ноября 2020 подписал пробный контракт с «Северсталью». Провёл четыре матча и 27 ноября расторг соглашение. 27 декабря 2020 заключил двусторонний контракт до конца сезона со СКА. Сыграл за команду ВХЛ «СКА-Нева» пять матчей, в которых набрал 4 (0+4) очка и 23 января 2011 года расторг соглашение по обоюдному согласию сторон. Завершал сезон в команде чемпионата Финляндии «Таппара».
24 июня 2021 подписал однолетний контракт с клубом КХЛ «Адмирал». Провёл в сентябре — октябре 16 матчей, набрал 3 (0+3) очка. Заканчивал сезон в чешской «Спарте». Сезон 2022/23 отыграл в клубе «Таппара», в составе которого стал победителем Лиги чемпионов и чемпионом Финляндии. С сезона 2023/24 — игрок команды чемпионата Германии «Лёвен Франкфурт».
Младший брат Оскар (род. 1997) также хоккеист.